# Tour de Pologne 2017 – 7. etap
7. etap kolarskiego wyścigu Tour de Pologne 2017 odbył się 4 sierpnia. Start oraz meta etapu miały miejsce w Bukowinie Tatrzańskiej. Etap liczył 132,5 kilometra.

## Premie
Na 7. etapie były następujące premie:
| Rodzaj | Rodzaj          | Miejscowość     | Kilometry (od startu) | Kilometry (do mety) |
| ------ | --------------- | --------------- | --------------------- | ------------------- |
|        | Górska (I kat.) | Łapszanka       | 10,7 km               | 121,8 km            |
|        | Górska (I kat.) | Sierockie       | 41,9 km               | 90,4 km             |
|        | Górska (I kat.) | Ściana Bukowina | 53,1 km               | 79,4 km             |
|        | Górska (I kat.) | Łapszanka       | 76,9 km               | 55,1 km             |
|        | Lotna           | Szaflary        | 99,8 km               | 32,7 km             |
|        | Górska (I kat.) | Sierockie       | 108,1 km              | 24,4 km             |
|        | Górska (I kat.) | Ściana Bukowina | 119,3 km              | 13,2 km             |

### Wyniki
| Górska – Łapszanka |                   |        |        |
| Miejsce            | Zawodnik          | Zespół | Punkty |
| 1.                 | Moreno Moser      | AST    | 10     |
| 2.                 | Maxime Monfort    | LTS    | 7      |
| 3.                 | Diego Rosa        | SKY    | 5      |
| 4.                 | Tom-Jelte Slagter | CDT    | 3      |
| 5.                 | Peter Sagan       | BOH    | 2      |

| Górska – Sierockie |                   |        |        |
| Miejsce            | Zawodnik          | Zespół | Punkty |
| 1.                 | Diego Rosa        | SKY    | 10     |
| 2.                 | Rory Sutherland   | MOV    | 7      |
| 3.                 | Tom-Jelte Slagter | CDT    | 5      |
| 4.                 | Peter Sagan       | BOH    | 3      |
| 5.                 | Robert Power      | ORS    | 2      |

| Górska – Ściana Bukowina |                 |        |        |
| Miejsce                  | Zawodnik        | Zespół | Punkty |
| 1.                       | Diego Rosa      | SKY    | 10     |
| 2.                       | Paweł Cieślik   | POL    | 7      |
| 3.                       | Domen Novak     | TBM    | 5      |
| 4.                       | Simon Špilak    | KAT    | 3      |
| 5.                       | Rory Sutherland | MOV    | 2      |

| Górska – Łapszanka |               |        |        |
| Miejsce            | Zawodnik      | Zespół | Punkty |
| 1.                 | Diego Rosa    | SKY    | 10     |
| 2.                 | Simon Špilak  | KAT    | 7      |
| 3.                 | Robert Power  | ORS    | 5      |
| 4.                 | Paweł Cieślik | POL    | 3      |
| 5.                 | Domen Novak   | TBM    | 2      |

| Lotna - Szaflary |             |        |        |
| Miejsce          | Zawodnik    | Zespół | Punkty |
| 1.               | Peter Sagan | BOH    | 3      |
| 2.               | Rubén Plaza | ORS    | 2      |
| 3.               | Petr Vakoč  | QST    | 1      |

| Górska – Sierockie |                   |        |        |
| Miejsce            | Zawodnik          | Zespół | Punkty |
| 1.                 | Peter Sagan       | BOH    | 10     |
| 2.                 | Diego Rosa        | SKY    | 7      |
| 3.                 | Rubén Plaza       | ORS    | 5      |
| 4.                 | Antwan Tolhoek    | TLJ    | 3      |
| 5.                 | Tomasz Marczyński | LTS    | 2      |

| Górska – Ściana Bukowina |             |        |        |
| Miejsce                  | Zawodnik    | Zespół | Punkty |
| 1.                       | Peter Sagan | BOH    | 20     |
| 2.                       | Diego Rosa  | SKY    | 14     |
| 3.                       | Wout Poels  | SKY    | 10     |
| 4.                       | Rafał Majka | BOH    | 6      |
| 5.                       | Sam Oomen   | SUN    | 4      |

## Wyniki etapu
| Miejsce | Zawodnik           | Państwo           | Zespół            | Czas       | Bon.  | Pkt. |
| ------- | ------------------ | ----------------- | ----------------- | ---------- | ----- | ---- |
| 1.      | Wout Poels         | Holandia          | Team Sky          | 3h 26' 20" | -10 s | 20   |
| 2.      | Adam Yates         | Wielka Brytania   | Orica-Scott       | + 0"       | -6 s  | 19   |
| 3.      | Rafał Majka        | Polska            | Bora-Hansgrohe    | + 0"       | -4 s  | 18   |
| 4.      | Wilco Kelderman    | Holandia          | Team Sunweb       | + 0"       | brak  | 17   |
| 5.      | Dylan Teuns        | Belgia            | BMC Racing Team   | + 0"       | brak  | 16   |
| 6.      | Domenico Pozzovivo | Włochy            | Ag2r-La Mondiale  | + 5"       | brak  | 15   |
| 7.      | Sam Oomen          | Holandia          | Team Sunweb       | + 12"      | brak  | 14   |
| 8.      | Jack Haig          | Australia         | Orica-Scott       | + 14"      | brak  | 13   |
| 9.      | Tejay van Garderen | Stany Zjednoczone | BMC Racing Team   | + 18"      | brak  | 12   |
| 10.     | Rui Costa          | Portugalia        | UAE Team Emirates | + 54"      | brak  | 11   |

## Klasyfikacje po 7. etapie

### Klasyfikacja generalna
| Miejsce | Zawodnik           | Państwo         | Zespół            | Czas       |
| ------- | ------------------ | --------------- | ----------------- | ---------- |
|         | Dylan Teuns        | Belgia          | BMC Racing Team   | 27h 7' 47" |
| 2.      | Rafał Majka        | Polska          | Bora-Hansgrohe    | + 2"       |
| 3.      | Wout Poels         | Holandia        | Team Sky          | + 3"       |
| 4.      | Wilco Kelderman    | Holandia        | Team Sunweb       | + 10"      |
| 5.      | Adam Yates         | Wielka Brytania | Orica-Scott       | + 13"      |
| 6.      | Domenico Pozzovivo | Włochy          | Ag2r-La Mondiale  | + 23"      |
| 7.      | Sam Oomen          | Holandia        | Team Sunweb       | + 36"      |
| 8.      | Jack Haig          | Australia       | Orica-Scott       | + 57"      |
| 9.      | Vincenzo Nibali    | Włochy          | Bahrain-Merida    | + 1' 19"   |
| 10.     | Rui Costa          | Portugalia      | UAE Team Emirates | + 1' 22"   |

### Klasyfikacja punktowa
| Miejsce | Zawodnik          | Państwo  | Zespół         | Punkty |
| ------- | ----------------- | -------- | -------------- | ------ |
|         | Peter Sagan       | Słowacja | Bora-Hansgrohe | 88     |
| 2.      | Wout Poels        | Holandia | Team Sky       | 51     |
| 3.      | Niccolò Bonifazio | Włochy   | Bahrain-Merida | 51     |
| 4.      | Wilco Kelderman   | Holandia | Team Sunweb    | 50     |
| 5.      | Rafał Majka       | Polska   | Bora-Hansgrohe | 49     |

### Klasyfikacja górska
| Miejsce | Zawodnik       | Państwo   | Zespół             | Punkty |
| ------- | -------------- | --------- | ------------------ | ------ |
|         | Diego Rosa     | Włochy    | Team Sky           | 68     |
| 2.      | Antwan Tolhoek | Holandia  | Team LottoNL-Jumbo | 38     |
| 3.      | Maxime Monfort | Belgia    | Lotto Soudal       | 37     |
| 4.      | Peter Sagan    | Słowacja  | Bora-Hansgrohe     | 35     |
| 5.      | Jack Haig      | Australia | Orica-Scott        | 30     |

### Klasyfikacja najaktywniejszych
| Miejsce | Zawodnik          | Państwo  | Zespół                | Punkty |
| ------- | ----------------- | -------- | --------------------- | ------ |
|         | Bert-Jan Lindeman | Holandia | Team LottoNL-Jumbo    | 10     |
| 2.      | Jan Tratnik       | Słowenia | CCC Sprandi Polkowice | 7      |
| 3.      | Martijn Keizer    | Holandia | Team LottoNL-Jumbo    | 6      |
| 4.      | Maciej Paterski   | Polska   | CCC Sprandi Polkowice | 5      |
| 5.      | Adam Stachowiak   | Polska   | Reprezentacja Polski  | 4      |

### Klasyfikacja drużynowa
| Miejsce | Zespół           | Państwo           | Czas        |
| ------- | ---------------- | ----------------- | ----------- |
| 1.      | Lotto Soudal     | Belgia            | 81h 35' 48" |
| 2.      | BMC Racing Team  | Stany Zjednoczone | +2' 50"     |
| 3.      | Movistar Team    | Hiszpania         | +13' 04"    |
| 4.      | Bora-Hansgrohe   | Niemcy            | +13' 51"    |
| 5.      | Ag2r-La Mondiale | Francja           | +14' 02"    |